# Zlatko Dedič
Zlatko Dedič (Bihács, 1984. október 5. –) szlovén válogatott labdarúgó.

## Pályafutása

### A válogatottban
2004 és 2013 között 48 alkalommal szerepelt a szlovén válogatottban és 8 gólt szerzett. Részt vett a 2010-es világbajnokságon.

## Sikerei, díjai
Empoli
- Olasz másodosztályú bajnok (1): 2004–05